# Apollonias arkeologiska museum
Apollonias arkeologiska museum är ett arkeologiskt museum omkring 8 km väst om staden Fieri i Albanien. Det grundades 1958. I museets samling visas föremål från utgrävningar vid den gamla grekiska staden Apollonia, som ligger nära Ardenicaklostret.